# Andritzbach
Der Andritzbach ist ein knapp 9 km langer Bach im Gemeindegebiet von Stattegg und Graz in der Steiermark in Österreich.

## Verlauf
Der Andritzbach entspringt in Stattegg am Osthang der Hohen Rannach südlich der Leber (und nicht, wie vielfach angenommen, im Andritz-Ursprung). Sein häufig als Stattegger Bach bezeichneter Oberlauf wird im Raum Stattegg-Hub über weite Strecken hinweg als Straßengerinne geführt. Nach Eintritt in das Grazer Stadtgebiet zweigt ein Mühlgang ab, der beim Schulbiologischen Zentrum Andritz nördlich der St. Veiter Straße wieder in den Andritzbach einmündet.
Der Bachverlauf folgt der Stattegger Straße bevor er rechts abzweigt und das Gelände der Andritz AG durchfließt. Der Andritzbach durchfließt den gesamten Grazer Stadtbezirk Andritz und mündet auf Höhe des Arlandgrundes im 2017 verordneten Vogelschutzgebiet Weinzödl in die Mur.
Die wichtigsten Zuflüsse des Andritzbaches sind der Ablauf der Ursprung-Quelle sowie der Gabriachbach und der Höllbach.

## Hochwassergefährdung
Der Andritzbach führt aufgrund seines weitläufigen Einzugsgebietes und – vor allem im Grazer Stadtgebiet – zu kleinen Bachbettes sehr schnell Hochwasser. Betroffen sind über 250 Wohnhäuser. Der HQ100 ist mit einem Abfluss von 26 m³/s berechnet.
Aus diesem Grund wurden 2019 nach mehrjähriger Bauzeit zwei Hochwasserrückhaltebecken fertiggestellt. Beim Andritzbach wurde ein 140 Meter langer und bis zu 12 Meter hoher Erdschüttdamm errichtet. Bei einer maximalen Stauhöhe von 10,7 Metern können 155.000 Kubikmeter Wasser aus dem 8,4 Quadratkilometer großen Einzugsgebiet gespeichert werden. Der Erdschüttdamm beim Höllbach ist 110 Meter lang und 13 Meter hoch. Hier werden bei einer maximalen Stauhöhe von 11,75 Metern bis zu 116.000 Kubikmeter Wasser aus dem 1,37 Quadratkilometer großen Einzugsgebiet aufgefangen. Die Dämme wurden aus dem vorhandenen Aushubmaterial gebaut. Die Rückhalteräume wurden ökologisch gestaltet und mit Wegen versehen, sodass sie von der Bevölkerung als Naherholungsgebiet genutzt werden können.

## Wassernutzung
Über eine Ableitung im Bereich der Maschinenfabrik trägt der Andritzbach zur Grazer Wasserversorgung bei. Das Wasser dient der Grundwasseranreicherung im Wasserwerk Andritz.

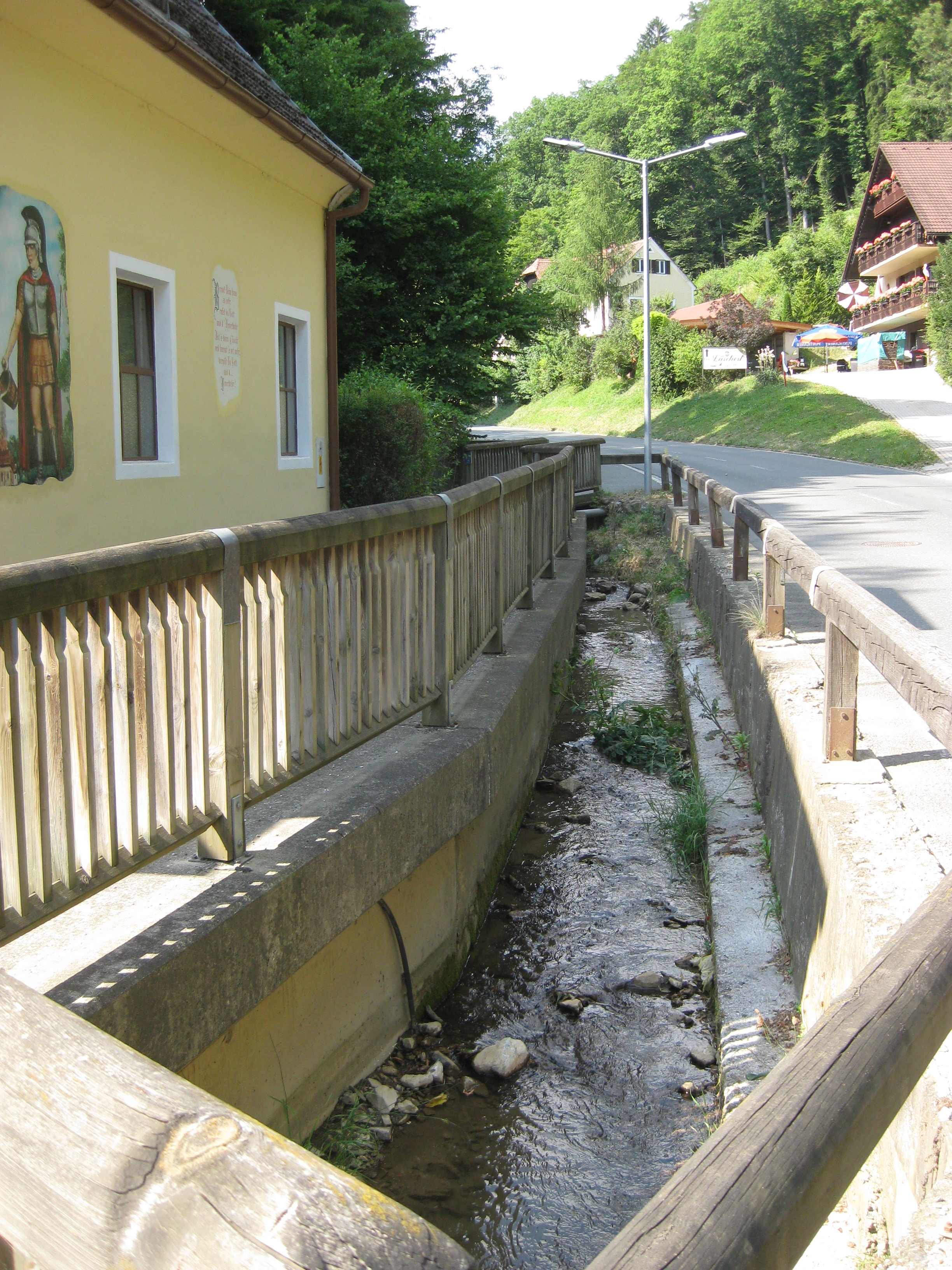
Oberlauf in Stattegg-Hub
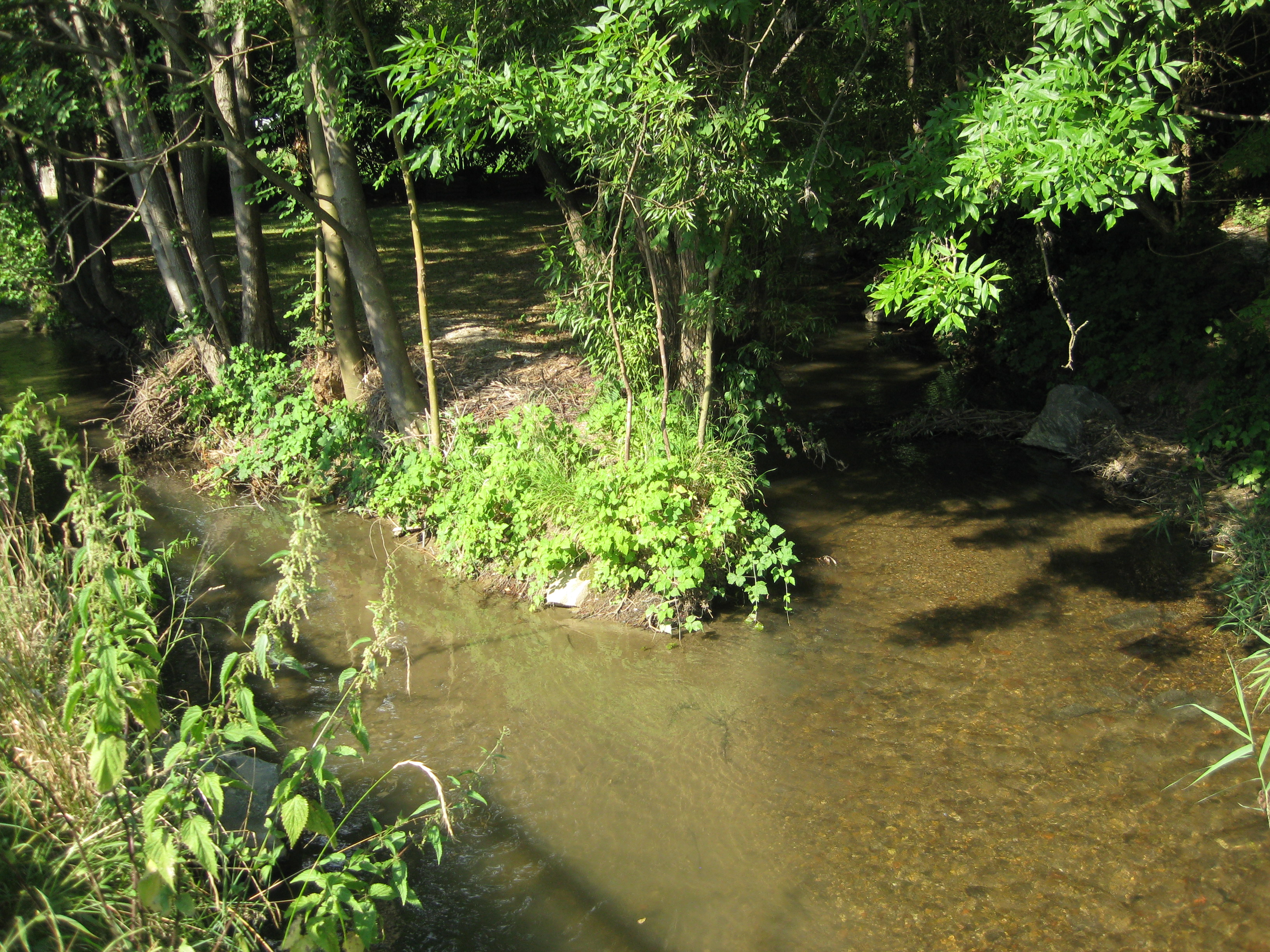
Wiedervereinigung des Andritzbaches mit seinem Mühlgang beim Schulbiologiezentrum Andritz
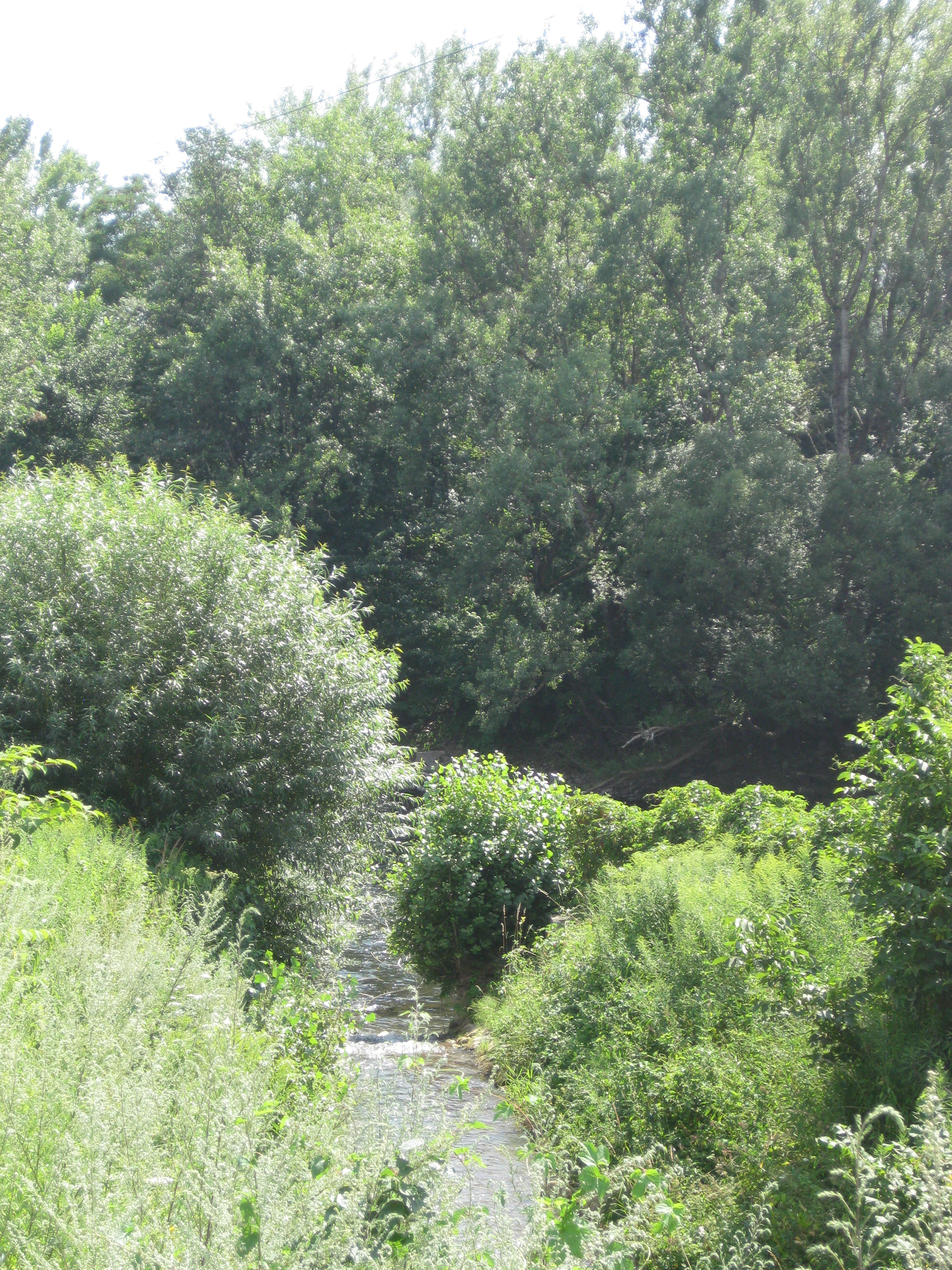
Einmündung des Andritzbaches in die Mur (2013)